# Den usynlige mand
Den usynlige mand (originaltitel: The Invisible Man) er en amerikansk science fiction-gyserfilm fra 1933 instrueret af James Whale med Gloria Stuart, Claude Rains og William Harrigan i hovedrollerne. Filmen er baseret på H.G. Wells' roman fra 1897, The Invisible Man og er produceret af Universal Pictures.
Filmens tema er en gal videnskabsmand, der har gjort sig usynlig, men som er blevet vanvittig som følge af eksperimentet.
Filmens produktion var præget af gentagne skift af instruktører og manuskriptforfattere. Det var fra begyndelsen meningen, at Boris Karloff skulle spille filmens hovedrolle som den gale videnskabsmand, men Karloff trak sig fra projektet, og rollen blev i stedet givet til Claude Rains.
Filmen var ved sin udgivelse i 1933 en stor økonomisk succes for Universal og modtog positive anmeldelser fra filmanmelderne, herunder fra The New York Times, der anså den for en af de bedste film i 1933. Filmen affødte adskillige efterfølgere i 1940'erne, der var løst baseret på den originale film. Filmen har også af senere filmkritikere modtaget ros, og filmskabere som John Carpenter, Joe Dante og Ray Harryhausen har nævnt filmen som en af deres yndlingsfilm. I 2008 blev The Invisible Man udvalgt til United States National Film Registry af Library of Congress som værende "kulturelt, historisk eller æstetisk betydningsfuld".

## Handling
En fremmed med sit ansigt indhyllet i bandager og øjne skjult af mørke briller, lejer sig ind på et værelse på The Lion's Head Inn i den engelske landsby Iping i Sussex. Da den fremmede efter et stykke tid ikke har betalt for værelset, forsøger kroværten at smide ham ud. Efter tumult og politiets mellemkomst opdager de, at den fremmede bag bandagerne er usynlig. Den fremmede forlader kroen.
Den fremmede er kemikeren Dr. Jack Griffin, der har gennemført et hemmeligt eksperiment, der har gjort ham usynlig. Han har dog uforvarende brugt et kemikalium, der gør en person vanvittig, hvis det indtages. Griffin vil overtage verdensherredømmet og vil regere med et terrorregime. Han vender tilbage til kroen for at hente sine notesbøger og dræber en betjent, der efterforsker sagen om den forsvundne gæst. Han dræber herefter flere mennesker, og politiet sætter ind med en menneskejagt på den usynlige mand.
Griffin lægger sig til at sove i en lade, men bondemanden ser, at høet bevæger sig, der hvor Griffin sover. Han tilkalder politiet, der omringer laden, som de sætter ild til, for at få Griffin ud. Griffen sætter fodspor i sneen ude foran laden, og politiet skyder og sårer ham. Den stadig usynlige Griffin bringes på hospitalet, hvor han udånder, og kroppen kommer herefter til syne igen.

## Medvirkende
Medvirkende hentet fra bogen Universal Horrors:
- Gloria Stuart som Flora Cranley
- Claude Rains som Dr. Jack Griffin, den usynlige mand
- William Harrigan som Dr. Arthur Kemp
- Henry Travers som Dr. Cranley
- Una O'Connor som Jenny Hall
- Holmes Herbert som politichef
- Forrester Harvey som Herbert Hall
- Dudley Digges som Chief of Detectives
- E. E. Clive som politikonstabel Jaffers
- Dwight Frye som reporter
- Merle Tottenham som Millie
- Harry Stubbs som Inspector Bird
- Donald Stuart som Inspector Lane
- Walter Brennan, som cyklist (ukrediteret)

## Produktion

### Baggrund
Efter succesen med Dracula (1931) foreslog Richard L. Schayer og Robert Florey samme år, at Universal Pictures fulgte op med en filmatisering af H.G. Wells' roman The Invisible Man. Universal valgte dog i stedet at indspille Frankenstein. Under indspilningen af Frankenstein købte Universal rettighederne til Wells' roman for $10,000.  Universal havde tillige købt rettighederne til Philip Wylies roman The Murderer Invisible fra 1931, der havde elementer, som Universal ønskede at inkorporere i Wells' historie. 
Instruktøren James Whale blev oprindeligt hyret til filmen, ligesom Universals filmstjerne Boris Karloff blev antaget til at spille filmens hovedrolle som den gale videnskabsmand. Whale var imidlertid bekymret for at få et ry som "gyser"-instruktør og forlod projektet i januar 1932. Karloff var herefter den eneste medvirkende i en filmen, der endnu ikke havde hverken manuskript eller instruktør. 

### Præ-produktion
Til at erstatte James Whale blev Robert Florey hyret ind som instruktør. Florey arbejdede tillige med et manuskript til filmen sammen med Garrett Fort, der havde bidraget til manuskripterne til både Dracula og Frankenstein. Universal ønskede dog ikke at vente på realisering af filmen før end de kunne udnytte successen Frankenstein og Karloff, og Universal indspillede derfor The Old Dark House (1932) med Karloff i hovedrolen og med Whale som instruktør.  Whale havde besluttet at vende tilbage til horrorfilm efter den økonomiske fiasko i hans film The Impatient Maiden (1932). Florey forlod i 1932 Universal sammen med produceren Sam Bischoff. Flere personer havde arbejdet med et manuskript til filmen, bl.a. John Huston, men der var fortsat ikke et manuskript klar, og Universal udlånte Karloff til MGM for at optage The Mask of Fu Manchu (1932).
Efter udgivelsen af The Old Dark House blev James Whale igen antaget som instruktør på The Invisible Man og opgaven med manuskript blev givet til Preston Sturges. Da Sturges efter otte uger afleverede sit manuskript, fyrede Universal fyrede ham dagen efter. Senere i 1932 blev det annonceret, at Karloff skulle medvirke i en film med titlen The Wizard instrueret af E.A. Dupont, og herefter skulle han indspille The Invisible Man med Whale som instruktør i begyndelsen af 1933.  Whale skrev et manuskript til filmen, men Wells afviste udkastet, og Whale forlod igen projektet The Invisible Man.  Den 17. januar 1933 rapporterede Universal et astronomisk tab på $1.250.283 i 1932, og studiet planlagde at lukke ned i seks til otte uger efter igangværende produktioner var færdige med optagelserne. E.A. Duponts projekt The Wizard aldrig realiseret, og Dupont blev den næste person, der skulle instruere The Invisible Man. John Weld blev hyret til at skrive filmens manuskript og senere blev også R.C. Sherriff tilknyttet som manuskriptforfatter, og Whale skulle atter hyret ind som instruktør. Sherriff arbejdede på manuskriptet i sit hjem i London og ignorerede Universals anmodning om at medtage fra Wylies The Murderer Invisible og fra de tidligere manuskriptudkast. Universal Studios lukkede den 13. februar 1933 med kun et nødberedskab af ansatte på lønningslisten. Da Universal genåbnede i maj, udgav de hans Karloffs nye filmThe Kiss Before the Mirror, der modtog kritikerros, men en skuffende indtjening.
Mens Sherriff var ved at færdiggøre manuskriptet, forlod Karloff i forsommeren filmen, angiveligt grundet problemet med lønnen. I mellemtiden havde Sherriff færdiggjort manuskriptet, som Wells godkendte,hvorefter Sherriff vendte tilbage til Hollywood i juli 1933.

### Optagelser
Optagelserne af The Invisible Man begyndte i slutningen af juni 1933 og var færdige i slutningen af august. Alle optagelserne med specialeffekter blev filmet "i yderste hemmelighed" under produktionen. Whale arbejdede tæt sammen med John P. Fulton om filmens specialeffekter, der tog yderligere to måneder at fuldføre. Fulton beskrev i American Cinematographer i september 1934, hvorledes effekterne med Den usynlige mand var opnået. Han forklarede, at optagelserne var foretaget på et fuldstændig sort sæt med vægge og gulve dækket af sort fløjl for at gøre dem ikke-reflekterende. Skuespilleren blev derefter dækket top til fod med sorte fløjlsstrømpebukser og bar det tøj, han havde brug for til scenen. Med dette negativ blev der lavet en kopi, og yderligere et duplikatnegativ blev fremstillet til yderligere en kopi. Kombinationen af de to print blev herefter benyttet til at maskere det område, hvor den usynlige mand skulle bevæge sig. Fulton nævnte, at den største vanskelighed var at matche belysningen på det synlige tøj, der blev optaget med den almindelige belysning, og at rette små ufuldkommenheder, der blev rettet op i filmen billede for billede med en børste og uigennemsigtigt farvestof.   John P. Fulton skrev: "Vi fotograferede tusindvis af meter film og mange "takes" af de forskellige scener, og ca. 1.200 meter film film modtog individuel håndarbejde i en vis grad, hvilket indebar ca. 63.000 billeder, der blev retoucheret individuelt på den måde!"
Scenen, hvor fodsporene i sneen afslører den usynlige mands tilstedeværelse, kunne ikke indspilles ved brug af stop-motion, da andre skuespillere optrådte i optagelserne. I stedet blev gravet en rende langs linjen, hvor den usynlige mand skulle gå. Renden blev så dækket med et bræt, hvori fodsporene var skåret ud og understøttet af pløkker med reb omkring, så pløkkerne kunne trækkes væk. Brættet blev derefter dækket med sne-materialet, og da scenen blev optaget blev pløkkerne trukket væk, hvorefter "sneen" faldt ned gennem hullerne.
Filmens endelige pris efter Fulton var færdig med specialeffekterne var $328.033, et stort beløb i 1933.

## Udgivelse
Filmen modtog positive anmeldelser ved udgivelsen.  Det amerikanske publikum tog også godt imod filmen, dog ikke i Los Angeles, hvor filmen spillede for næsten tomme huse, inden den blev taget af plakaten.       
Filmen havde premiere i London den 28. januar 1934 i Tivoli Theatre, hvor den også var et enormt hit. 
Filmen fik dansk premiere den 11. november 1935 i Colosseum på Nørrebro.

## Modtagelse

### Vurdering ved udgivelsen
The New York Times og Variety roste filmens originalitet og fornyelse af gysergenren.  Kritikerne roste også skuespillerne, herunderThe New York Post, der omtalte filmen som "en af årets bedste thrillere" og roste Sherriffs manuskript og Whales instruktion. Tilsvarende positive anmeldelser blev givet af New York Daily News, Film Daily og The New Yorker, der kaldte filmen for en "bright little oddity". New York Times placerede filmen som nummer ni på sin liste over de ti bedste film i 1933. 

### Senere vurderinger
I sin bog fra 1967 , The Illustrated History of Horror and Science-Fiction Films, roste Carlos Clarens filmen og udtalte, at "scenen, hvor Griffin første gang viser sin usynlighed, er den slags biografmagi, der lammer publikum med vantro og får det mest skeptiske publikum til at undre sig". Clarens bemærkede, at "ikke kun er showet en teknisk tour de force, The Invisible Man indeholder også nogle af de bedste dialoger, der nogensinde er skrevet til en fantastisk film". Litteraturforskeren Jack Sullivan skrev i The Penguin Encyclopedia of Horror and the Supernatural (1986), at effekterne i The Invisible Man var "det modsatte af anstrengt", og beskrev scenen, hvor Griffin synger kun iført sine pyjamasbukser som "en flabet spøg, men den er mere end det: scenens pludselige øjenåbnende fortryllelse er på niveau med Brødrene Grimm eller L. Frank Baum" og konkluderede, at scenen definerede Whales horror-eventyr magi. I Phil Hardys bog Science Fiction fra 1984 roste Hardy Fultons specialeffekter og bemærkede, at de "stadig skaber en primitiv følelse af forbløffelse og undren", ligesom "Whales uhyggelige sans for sort komedie er en fornøjelse". I Kim Newman og James Marriotts bog The Definitive Guide to Horror Movies (2006) roste Marriott filmen som "et perfekt afbalanceret ægteskab mellem ondskab og komedie, forankret i overlegne special effects og en fremragende skuespilpræstation af Rains". Newman roste specialeffekterne i filmen og skrev, at "hvad specialeffektgeniet John P. Fulton opnåede med 1930'ernes teknologi var bestemt på niveau med effekterne i Chevy Chases Memoirs of an Invisible Man fra 1992". Newman konkluderede i sin femstjernede anmeldelse af filmen i Empire, at "hvis du placerer Frankenstein som en gyserfilm og King Kong (1933) som en fantasy film, er The Invisible Man den første virkelig store amerikanske science fiction-film".
Filmen er medtaget på adskillige lister over "verdens bedste film" inden for science fiction og gysergenren.
I 2008 blev The Invisible Man udvalgt til optagelse i United States National Film Registry af Library of Congress som værende "kulturelt, historisk eller æstetisk betydningsfuld".

## Eftermæle
Universal genoplivede en Invisible Man-karakter til senere film, men forsøgte ikke at forbinde efterfølgerne til den oprindelige film, som de havde gjort med deres film Mumien (The Mummy, 1932) eller Frankenstein (1931). Eksempler på efterfølgere er Den usynlige Mand vender tilbage (The Invisible Man Returns, 1940), hvor karakteren Geoffrey Radcliffe (Vincent Price) modtager usynlighedsformlen fra Dr. Frank Griffin (John Sutton), en slægtning til Jack Griffin fra den første film og Den usynlige mand og Gestapo (Invisible Agent, 1942) hvor Frank Raymond er Jack Griffins barnebarn. I Den usynlige mands hævn (The Invisible Man's Revenge, 1944) forbinder manuskriptet ikke Robert Griffin med de tidligere Griffins, der enten skabte, forstod og eller opererede med usynlighedsformlen.
Rains medvirken i filmen gjorde ham til en af Hollywoods bedst betalte skuespillere og førte til roller i bl.a. Mr. Smith kommer til Washington (Mr. Smith goes to Washington, 1939), Berygtet (Notorius, 1946) og i Casablanca (1942)".  I sin selvbiografi fra 1934 nævnte Wells kun filmversionen af The Invisible Man kort og udtalte, at det var "en fortælling, der, i høj grad takket være den nylige film produceret af James Whale, stadig bliver læst lige så meget som den nogensinde har været".

### Genindspilninger
I modsætning til andre Universal-film blev der ikke foretaget genindspilninger i stil med dem, som Hammer Film udgav af bl.a. Dracula-filmene.
I februar 2016 blev en genindspilning af The Invisible Man sat i produktion med Johnny Depp i hovedrollen efter et manuskript skrevet af Ed Solomon og med Alex Kurtzman og Chris Morgan som producere. Kurtzman og Morgan forlod dog projektet, ligesom Depp blev opgivet som hovedrolleindehaver. I 2019 blev produktionen genoptaget, nu skrevet og instrueret af Leigh Whannell og produceret af Jason Blum med Oliver Jackson-Cohen og Elisabeth Moss i hovedrollerne.  Filmen blev udgivet i februar 2020 som The Invisible Man men med en handling, der ligger langt fra den oprindelige film.